# У потрази за Недођијом
У потрази за Недођијом (енгл. Finding Neverland) је амерички филм из 2004. базиран на делу живота Џејмса Барија током ког је створио своје најпознатије дело „Петар Пан“.

## Улоге
| Глумац        | Улога                 |
| ------------- | --------------------- |
| Џони Деп      | Џејмс Метју Бари      |
| Кејт Винслет  | Силвија Луелин Дејвис |
| Џули Кристи   | Ема ди Морије         |
| Дастин Хофман | Чарлс Фроман          |
| Фреди Хајмор  | Питер Луелин Дејвис   |
| Рада Мичел    | Мери Ансел Бари       |
| Кејт Мејберли | Венди Дарлинг         |

## Зарада
- Зарада у САД - 51.680.613 $
- Зарада у иностранству - 65.085.943 $
- Зарада (укупно) - 116.766.556 $